# Romaniszki
Romaniszki (biał. Раманішкі; ros. Романишки) – wieś na Białorusi, w rejonie postawskim obwodu witebskiego, około 38 km na zachód od Postaw.

## Historia
Przez około 300 lat był to majątek rodziny Giedroyciów-Jurahów, do momentu, gdy jego dziedziczka ks. Anastazja Giedroyciówna (~1784–1862) wyszła w 1814 roku za Wincentego Dowgiałłę (1783–1859) herbu Zadora, późniejszego podkomorzego zawilejskiego i prezydenta departamentu Sądu Głównego Wileńskiego. Po nich majątek dziedziczył ich tu urodzony syn, Ksawery (1815–1914), a następnym właścicielem był syn Ksawerego, Władysław Ignacy (1875–1929). Jego żona, Helena z Wagnerów (1879–1972) była ostatnią właścicielką Romaniszek przed 1939 rokiem.
Po II rozbiorze Polski w 1793 roku dobra te, wcześniej leżące na terenie województwa wileńskiego Rzeczypospolitej, znalazły się na terenie powiatu święciańskiego (ujezdu) guberni wileńskiej. Po wojnie polsko-bolszewickiej Romaniszki wróciły do Polski, należały do gminy Łyntupy. 13 kwietnia 1922 roku gmina weszła w skład objętej władzą polską Ziemi Wileńskiej, przekształconej 20 stycznia 1926 roku w województwo wileńskie. Od 1945 roku – w ZSRR, od 1991 roku – na terenie Republiki Białorusi.
300 metrów na północ od wsi, przy skrzyżowaniu dróg stoi kapliczka przydrożna, prawdopodobnie z XIX wieku.
W latach 80. XIX wieku w folwarku mieszkało 31 katolików i 4 żydów. W 1931 roku w majątku mieszkały 64 osoby, w 1999 roku wieś liczyła 24 osoby, a 2009 roku w wiosce Romaniszki mieszkało 17 osób.

## Nieistniejący dwór
W XVIII wieku Giedroyciowie wznieśli tu stosunkowo niewielki, siedmioosiowy, modrzewiowy, parterowy, dwór z gankiem o czterech filarach. Był przykryty gładkim, czterospadowym dachem. Dowigałłowie wymienili ganek na oszkloną werandę oraz dobudowali dodatkowe skrzydła od tyłu, to przy lewym boku starego domu – kwadratowy alkierz z wysokim, łamanym dachem z lukarnami. Obie przybudówki były z drzewa sosnowego. Znacznie powiększony dom zyskał dzięki temu cechy siedziby zieiańskiej. Od tyłu dom miał obszerny taras między przybudówkami, z widokiem na park i sadzawki. 
Wnętrza urządzone były świadomie tradycyjnie i staroświecko. Stylowe meble mahoniowe, palisandrowe i czeczotkowe (stoły, kanapy, lustra, biurka, szafy), niektóre z jasnymi intarsjami, zdobiły pokoje recepcyjne i gabinety. W jednym z salonów stał fortepian firmy Kern sprowadzony z Wiednia, w innym – mahoniowe pianino firmy Blüthner. Na ścianach wisiały cenne dzieła takich malarzy jak: Nicolas Poussin, Antonio Molinari (Pijany faun), Philips Wouwerman (Polowanie), Archip Kuindży (Krajobraz), kopie obrazów Tycjana, van Dycka, czy Salvatora Rosy. Było tam również wiele obrazów polskich malarzy, których reprezentowali m.in.: Stanisław Bohusz-Siestrzeńcewicz (Scena w gospodzie, Scena rynkowa, W piwiarni) i Mojżesz Lejbowski (portret Władysława Dowgiałły). 
Do dworu prowadziła aleja wysadzana drzewami liściastymi. Ograniczała ją główna brama wjazdowa w formie czterech murowanych słupów i pięknie kutej kraty. Między bramą a domem rozciągał się wielki gazon z rabatami kwiatów i klombem z palmą pośrodku. Latem przed dom wynoszono z cieplarni donice z agawami i innymi egzotycznymi roślinami. Gazon otoczony był monumentalnymi drzewami. Po prawej stronie stała oficyna kryta wysokim czterospadowym dachem gontowym, z gankiem, którego dwie pary smukłych kolumn podpierały trójkątny szczyt. 
Nieco mniejszy gazon urządzony był od tylnej strony domu, były tam również rabaty i krzewy wysokopiennych róż. Ogród schodził do sadzawki i kanałków, nad którymi przerzucono białe, brzozowe mostki. Nad jednym z kanałów stał mały domek zbudowany z polnych kamieni, przykryty gontowym dachem. Park był poprzecinany licznymi alejami.
Dwór wraz z całym wyposażeniem został zniszczony w czasie II wojny światowej. Do dziś zachował się alkierz (ostatnio wyremontowany), oficyna, ruina drewniano-murowanego spichlerza oraz resztki parku nad rzeczką Pieleką.
Majątek Romaniszki został opisany w 4. tomie Dziejów rezydencji na dawnych kresach Rzeczypospolitej Romana Aftanazego.